# Restaurante El Amparo
El Amparo fue un restaurante de Bilbao, Territorio histórico de Vizcaya, de finales del siglo XIX y principios del XX, situado en el límite entre el barrio de San Francisco y el barrio de Zabala, en el número 3 de la calle Concepción.

## Características
El restaurante estaba en un caserón antiguo y austero que anteriormente había sido un  mesón regentado por Francisco de Olabarriaga y su esposa Marcelina Eguillor. En 1704 era propiedad de D. José Antonio de Olalde, Diputado General del Señorío de Vizcaya, y ya contaba con el nombre de Amparo en las fogueraciones de Vizcaya en 1796, con José Antonio Olalsu y José Antonio Eguillor como residentes. En el primer piso estaban la cocina y el comedor, y en el segundo la vivienda familiar. 
La denominación de "Amparo" tenía su origen en el hospital de Nuestra Señora del Amparo situado junto a la casa,en la antigua República de Abando y fue, a lo largo del tiempo, hospital, cárcel de mujeres, almacén municipal, escuela pública y finalmente restaurante.
El Amparo estaba situado en el extrarradio de Bilbao, en los denominados Barrios Altos, un barrio ni de fácil acceso ni de buena fama. La zona tenía por un lado las vías de tren y por otro las minas, además de huertas a su alrededor, ya que el último tramo de la calle de las Cortes no existía todavía. Todo ello no impedía la llegada de clientes de toda clase y condición.

## Historia
Las hermanas Azcaray Eguileor, Vicenta (1866-1918), Úrsula (1870-1929) y Sira (1876-1928) fueron tres cocineras, que tras hacerse cargo del restaurante familiar El Amparo, hicieron historia poniendo los cimientos de la cocina vasca canónica. Sus recetas manuscritas fueron recogidas y editadas el año 1930 en el libro El Amparo: sus platos clásicos.

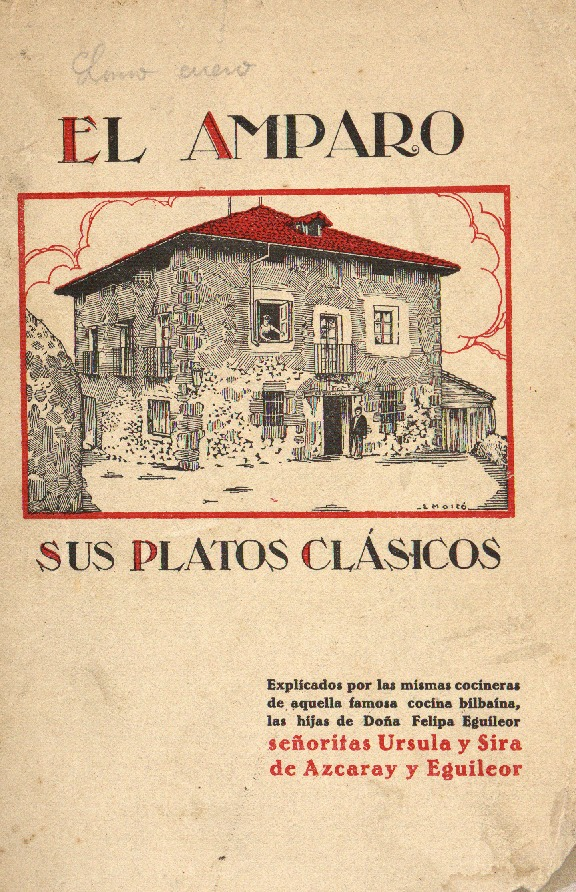
Portada del libro de recetas

Sebastián Azcaray y Felipa Eguileor, padres de las anteriores, regentaron un primer negocio en la calle Concepción número 11, en el barrio de Mena, como era denominada la zona en esa época, que pronto se les hizo insuficiente. Posteriormente se instalaría en este lugar el Txakoli Chinostra. En 1879 los Azcaray-Eguileor se trasladaron al número 3 de la misma calle Concepción para abrir un restaurante.
La gripe de 1918 golpeó Bilbao dejando 373 fallecidos entre el 10 y el 20 de octubre. Una de las víctimas fue Vicenta, la mayor de las hermanas Azcaray, el 16 de octubre, a los 52 años de edad. A pesar de efectuar desinfecciones en el local, los clientes dejaron de acudir a los Barrios Altos, zona fuertemente afectada. La epidemia y la decadencia del barrio, junto con el fallecimiento de la principal cocinera, obligaron a cerrar el restaurante.
El 25 de marzo de 1928 fallecía Sira a los 52 años y un año más tarde, en 1929 Úrsula a los 60 años. Enrique Azcaray, viudo de Marciala de Orueta, y hermano de las anteriores, continuó viviendo en El Amparo hasta el l6 de febrero de 1935 día que falleció a los 71 años, desapareciendo así la familia Azcaray-Eguileor por falta de descendencia. El edificio se dividió para viviendas sin dejar ninguna huella del restaurante, instalándose en la planta baja la fábrica de morcillas de Mijangos.